# جایزه پرودنسی برترانا
جایزه پرودنسی برترانا (کاتالونیایی: Premi Prudenci Bertrana) نام یک جایزه ادبی برای رمان‌نویسی به زبان کاتالان است.
این جایزه در سال ۱۹۶۸ میلادی و برای بزرگداشت نویسندهٔ کاتالان «پرودنسی برترانا» (۱۹۴۱–۱۸۶۷) بنا نهاده شد و از آن هنگام، همه‌ساله طی جشنی در ماه سپتامبر، در شهر خیرونا به رمان‌نویسان کاتالان اهدا می‌شود. در این مراسم، جوایزی برای اشعار، مقاله‌ها، ادبیات کودکان و وبسایت‌های مرتبط با ادبیاتِ کاتالان هم در نظر گرفته شده است.
جایزه پرودنسی برترانا یکی از معتبرترین جوایز ناحیهٔ کاتالونیاست و مبلغ آن ۴۲٬۰۰۰ یورو است.